# 큰대나무여우원숭이
큰대나무여우원숭이(Prolemur simus)는 귀에 뽀족한 흰 털을 지닌, 회갈색의 큰 여우원숭이이다. 주로 대나무를 먹이로 하나, 어린 가지도 좋아하며 또한 나무의 수지와 잎도 먹는다. 어린 가지에서 발견되는 사이안화물을 어떻게 중화시키는 지는 알려져 있지 않다. 이들이 하루에 먹는 양은 인간이 섭취하면 죽을 정도로 치명적인 양이다. 이들을 잡아먹는 동물로 포사만이 확인되고 있지만, 맹금류도 또한 이들을 잡아 먹는 것으로 추측된다. 마다가스카르 섬의 남동부에서만 서식한다.
이 종은 숫컷이 지배 우위를 점하고 있는 유일한 여우원숭이로 생각되고 있으나, 아직 명확하지는 않다. 대나무 줄기를 열어 속을 꺼내려고 애쓰고 있는 암컷으로부터, 숫컷이 떨어져 있는 것이 목격되기도 한다.